# Циркус Универзал
„Циркус Универзал“ је југословенски филм из 1962. године. Режирао га је Душан Михаиловић, а сценарио је писао Миодраг Ђурђевић.

## Улоге
| Глумац             | Улога |
| ------------------ | ----- |
| Љубиша Бачић       |       |
| Радмило Ћурчић     |       |
| Љубомир Дидић      |       |
| Никола Милић       |       |
| Ташко Начић        |       |
| Милутин Мића Татић |       |
| Михајло Викторовић |       |